# Hospital Provincial del Huasco
El Hospital Provincial del Huasco «Monseñor Fernando Ariztía Ruiz» es un establecimiento de salud público de mediana complejidad chileno, ubicado en la capital de la provincia de Huasco. Sus instalaciones están construidas en un radio de 17 080 metros cuadrados, en el acceso sur de la ciudad de Vallenar.

## Historia

### Hospital de Caridad San Juan de Dios
Para fines del siglo XIX se levantó el primer recinto asistencial de la capital de la provincia del Huasco nombrado Hospital de Caridad San Juan de Dios, este se encontraba ubicado en calle Verdaguer, en la ciudad de Vallenar. En la época era conocido como el Hospital Viejo, debido a su precaria infraestructura, consistente de una antigua casa con apenas tres piezas de tapiales, muros fabricados con tierra mezclada con cal. Su primer director fue el Dr. Fidel Ignacio Rodríguez.
La mantención de este recinto era complicada debido al escaso aporte fiscal que en 1865 era de $1500 anualmente, y en 1871 de $36 mensuales municipales. Pese a ello, el hospital tenía una deuda de $100, para subsanar este déficit, se realizaban colectas y bailes a cargo de la Sociedad de Beneficencia de Señoras. Durante mucho tiempo la comunidad nombraba a la vía pública donde se ubicaba el viejo recinto asistencial como calle Hospital, hasta que fue cambiada por calle Verdaguer.

### Hospital Nicolás Naranjo
El Hospital de Vallenar (oficialmente Hospital San Juan de Dios) fue parte de las obras de beneficencia del señor Nicolás Naranjo Palacios, regidor municipal de Vallenar (1878) y diputado por Huasco (1879-1882), considerado para fines del siglo XIX, como una de las 50 personas más ricas económicamente de Chile.
Fue él quien compró por un monto de $3000 y donó el 24 de julio de 1878, el terreno ubicado en el calle Merced de ciudad de Vallenar. Para que el 20 de septiembre de 1878 se realizara el primer traslado de Hospital.
El 2 de agosto de 1910, catorce años después de su muerte, en homenaje a sus acciones filantrópicas, la Junta de beneficencia de Vallenar acordó por unanimidad cambiar el nombre del hospital por el de Hospital Nicolás Naranjo.
Este hospital fue derrumbado totalmente para el terremoto de Vallenar de 1922, y parcialmente incendiado el 2 de octubre de 1947.
El 3 de octubre de 1959 se iniciaron los trabajos de construcción de las nuevas dependencias del Hospital Nicolás Naranjo que fueron inauguradas el 27 de junio de 1964. El 30 de junio de 2007 este fue cerrado y se trasladaron su personal y pacientes al nuevo Hospital Provincial de Huasco.

### Hospital Provincial del Huasco
El 6 de julio del 2007, con la presencia de la presidenta Michelle Bachelet y de la ministra de Salud María Soledad Barría, fue inaugurado el nuevo Hospital de la Provincia del Huasco recordando el nombre de monseñor Fernando Ariztía Ruiz, debido a su destacada labor pastoral y social del Obispo Emérito de Copiapó. Sus instalaciones están construidas en un radio de 17 080 metros cuadrados, con un atractivo diseño que se mimetiza con los colores de los cerros de este valle.
En 2016, el recinto instaló un sistema de autoconsumo fotovoltaico con 192 paneles solares en el techo del edificio, lo que permitió que un porcentaje de la electricidad que requiere, sea generada directamente por ellos mismos a través de la energía solar, en especial para situaciones de emergencia y en concordancia a las políticas estatales de eficiencia energética y producción de energías renovables en Chile.